# 平山镇 (哈尔滨市)
平山镇是中国黑龙江省哈尔滨市阿城区下辖的一个镇，位于阿城区东南，301国道过境。